# Кайш-ду-Содре (вокзал)
Ка́йш-ду-Содре́ (порт. Cais do Sodré) — пригородный железнодорожный вокзал, станция метрополитена и паромный терминал в центральной части столицы Португалии Лиссабона на берегу реки Тежу. Транспортный узел был открыт 18 августа 1998 года.
Вокзал обслуживает популярное пригородное направление на курорт Кашкайш, находящийся на атлантическом побережье в 30 километрах к западу от Лиссабона (вблизи него также находится самая западная точка Евразии — мыс Кабу-да-Рока). Паромы компании Transtejo ходят до Касильяша, Сейшала и Монтижу. Станция метро Кайш-ду-Содре является конечной станцией зелёной ветки городского метрополитена (Linha Verde).
Архитектор станции — Нуну Теотониу Перейра (Nuno Teotónio Pereira), художественное оформление станции метро выполнено по работам художника-модерниста Антониу Дакосты (António Dacosta): на путевых стенах множественные изображения кролика из сказки «Алиса в стране чудес».